# الزينة في بادية نجد

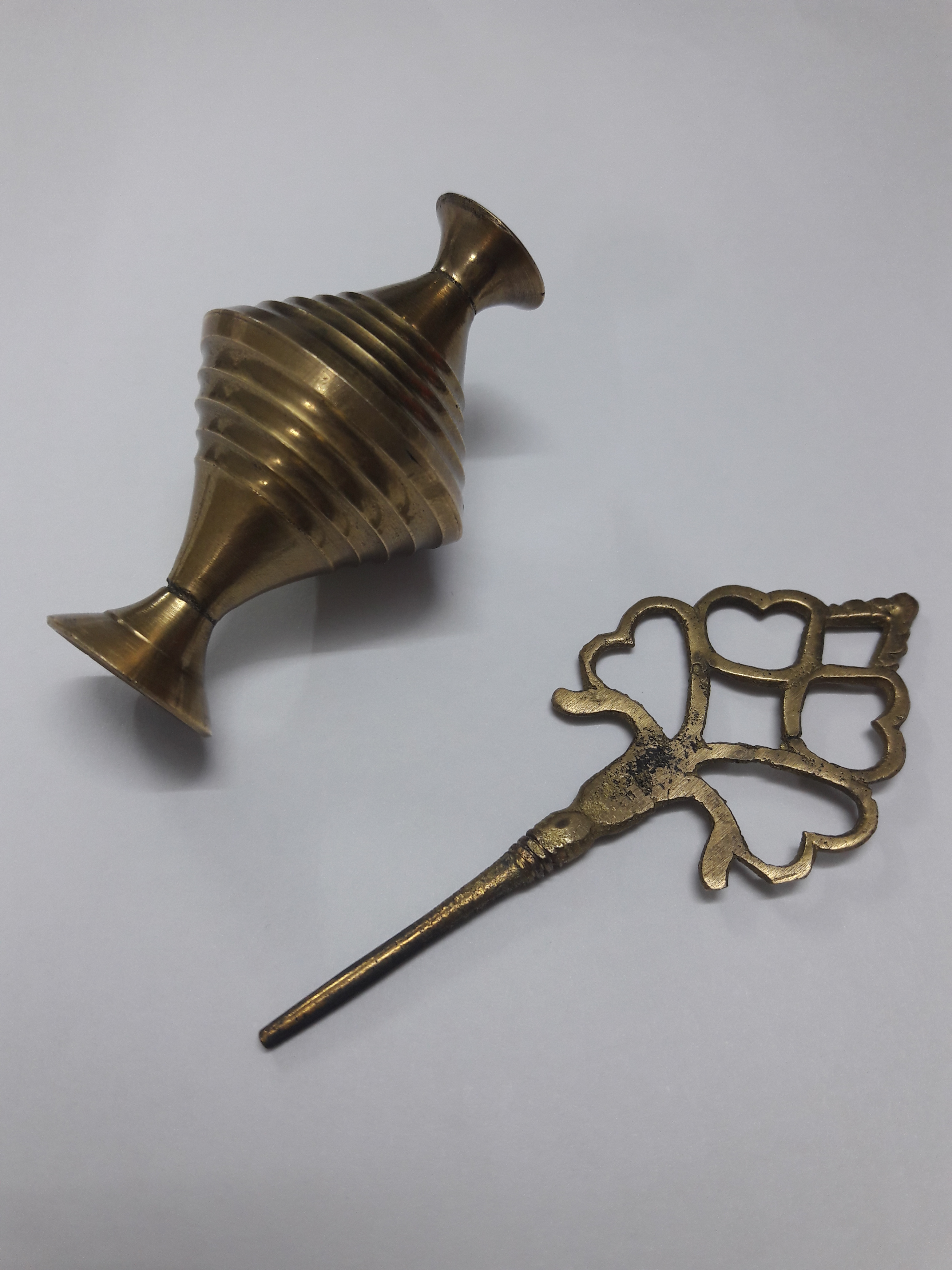
المكحلة والميل أُستخدمت في بادية نجد لتزيين العيون بالكحل

استمدت المرأة في شبه الجزيرة العربية وتحديداً في بادية نجد زينتها من بيئتها، فهي تصنع الخلطات من النباتات والأعشاب الطبيعية المنتشرة في الصحراء، فتعالجها وتسحقها وتمزجها لتتحول إلى مستحضرات تجميلية.

## تصفيف الشعر

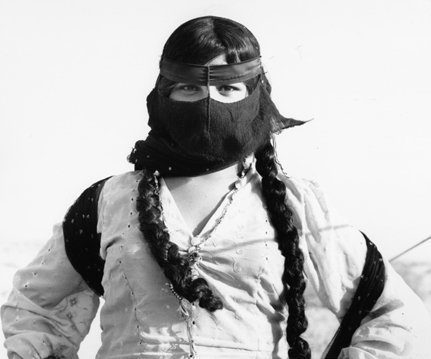
امرأة عربية نجدية ترتدي البرقع النجدي

كانت المرأة البدوية النجدية تُصفف شعرها على شكل ضفائر، اثنتان على كل جانبٍ من جانبي الوجه، والتي تَظهر من نهاية البرقع، وست ضفائر صغيرة في الخلف تبدأ من وسط أعلى الرأس، وواحدة تحتها عند العنق. وتستخدم لتسريح وتصفيف شعرها المشط المصنوع من الخشب فقط.

## تطييب الشعر
كانت المرأة البدوية النجدية تضع على شعرها الحناء أو مزيجاً من الأعشاب يُعرف بـ «الرشوش»، وهو عبارة عن مادة صفراء اللون يفرك بها مفرق الشعر، وقد تضاف مواد أخرى لتحسين الرائحة مثل الورد أو المسك أو الريحان، وهو نفس «الفروك» المستخدم في نجد ، وفائدته تغذية الشعر وإعطاؤه رائحة زكية. وكانت نساء قبيلة شمر وبعض نساء المطير يستخدمن أوراق نبات النفل المجففة بدلاً من «الرشوش». ويستخدمن مشطاً مصنوعاً من الخشب فقط. 

أما الورد أو المشاط فتستخدمه بدويات نجد أيضاً لتحسين رائحة الشعر، وهو عبارة عن خليط من السدر وثمر الورد والجاوني والمسك والزعفران والريحان والمحلب، وهو نفسه المستخدم في بعض مناطق المملكة العربية السعودية، وقد ذكر ابن جنيدل أن اسم مشاط يطلق على كل ما تمشط به المرأة شعرها من روائح طيبة.
وتستخدم المرأة البدوية في نجد المواد المعطرة التي توضع على الشعر وهي عبارة عن «حثنة» أي روث الغزال الجاف مثل براعم الكبر الخضراء الداكنة الصغيرة وتنتشر منها رائحة طيبة بعد مزجها بالزعتر والبابونج وسحق تلك الكرات ودلك المسحوق على جدائل الشعر.

## التزيين بالحِنَّاء والخضاب
تستخدم الفتيات البدويات النوع الأحمر من الحناء، لتزيين أيديهن وأظافرهن وأقدامهن فحسب.
ويستخدم الحناء لتجميل الشعر واليدين فقط في قبائل عنزة وشمر وعتيبة وحرب ومطير، أما قبائل قحطان وسبيع والرشايدة فكانت المرأة عندهم تستخدم الحناء أيضاً لتجميل الأرجل. والحناء يستخدم بشكل دائم في تلوين الأيدي والأرجل بحيث تغطي مساحات كبيرة منها.

أما الخضاب فهو عملية تزيين الأيدي والأرجل ونقشها بالحناء.

## التزيين بالوشم
عرف بدو نجد الوشم واستخدموه في التزيين، وهي عملية مؤلمة لإعطاء شكل زخرفي على الوجه واليدين، ويكون لونه أخضر، وتكون العملية بغرز الإبر بالجلد ثم وضع الصبغ عن طريق هذه الفتحات والجروح ليبقى داخل الجلد ولا يزول، وهو علامة ثابتة على الجلد. وتقوم البدويات بوشم شفاههن باللون الأزرق ويسمى هذا النوع من الوشم بـ «البرطم»، ونساء سرحان يقمن بوشم الخدين والصدر والساعد، أما نساء العمود فيقمن بوشم الكاحل، وكذلك الرجال يقومون بوشم الكف والساعد.

## تزيين العينين

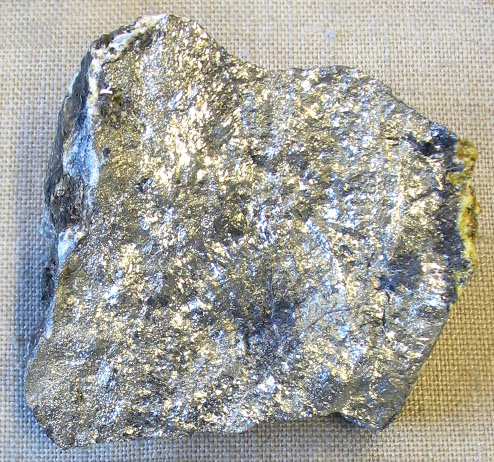
حجر الإثمد الذي ينتج من مسحوقه الكحل

استخدمت المرأة البدوية النجدية المواد الطبيعية في تزيين العينين ومنها:

•الكحل: هو ما تُكحل به العين من أجل التجمل، من حجر أسود يعرف بالإثمد، والذي يُسحق حتى يصبح ناعماً ويوضع في قوارير أو في معدن  أو في محفظة صغيرة من الجلد المدبوغ أو القماش.

•	القرمز: وهو ماتكحل به العين من الداخل، وهو عبارة عن صبغة قرمزية حمراء اللون يتم الحصول عليها من أجسام أنثى حشرة داكتيلوبيوس بعد تجفيفها وطحنها، وهي تعيش في الصحراء. 

## تزيين الشفتين والوجه
ومن المواد الطبيعية التي استخدمتها البدوية في نجد لتزيين الوجه والشفتين:

•الديرما أو الديرمان : ويستخدم كطلاء للشفتين واللثة ويكون على شكل قشور (لحاء شجر الجوز) وهو يعطي لوناً يجمع بين الحُمرة والسُمرة 

•	الورس: ويستخدم لتجميل الشفتين والخدين، والورس نبات أصفر يكون باليمن تتخذ منه الغمرة للوجه.

## تطييب الجسم
إهتمت المرأة في بادية نجد بتطييب وتعطير جسدها، ومن المواد الطبيعية التي استخدمتها للتطييب:

•	اللباد: وهو عبارة عن مسك أسود يستخدم لفرك الجسم وذلك لإعطائه رائحة زكية.

•	الطِيب (العطور): ومنها المسك، والمحلب، والورد، والقرنفل، والعنبر، والجاوني، ودهن الزباد، والريحان، وبخور عماني، والبلالة، والخصيرة، والسبيل.
ولم تكن جميع هذه الخطوات المتعددة للتزيين تتم من دون استخدام المرآة أو كما تسمى في بادية نجد بـ «المنظرة»، والتي تحتفظ بها المرأة داخل محفظة من القماش أو الجلد، ويتم زخرفتها بالودع والتطريز، أو إضافة الضفيرة المسماة بذنب الفيل والكثل وتغلق باستخدام زر وعروة.

## معرض الصور

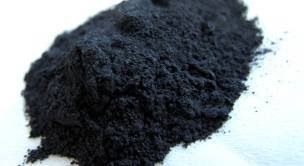
كحل الإثمد الذي تزين به البدوية في نجد عينيها
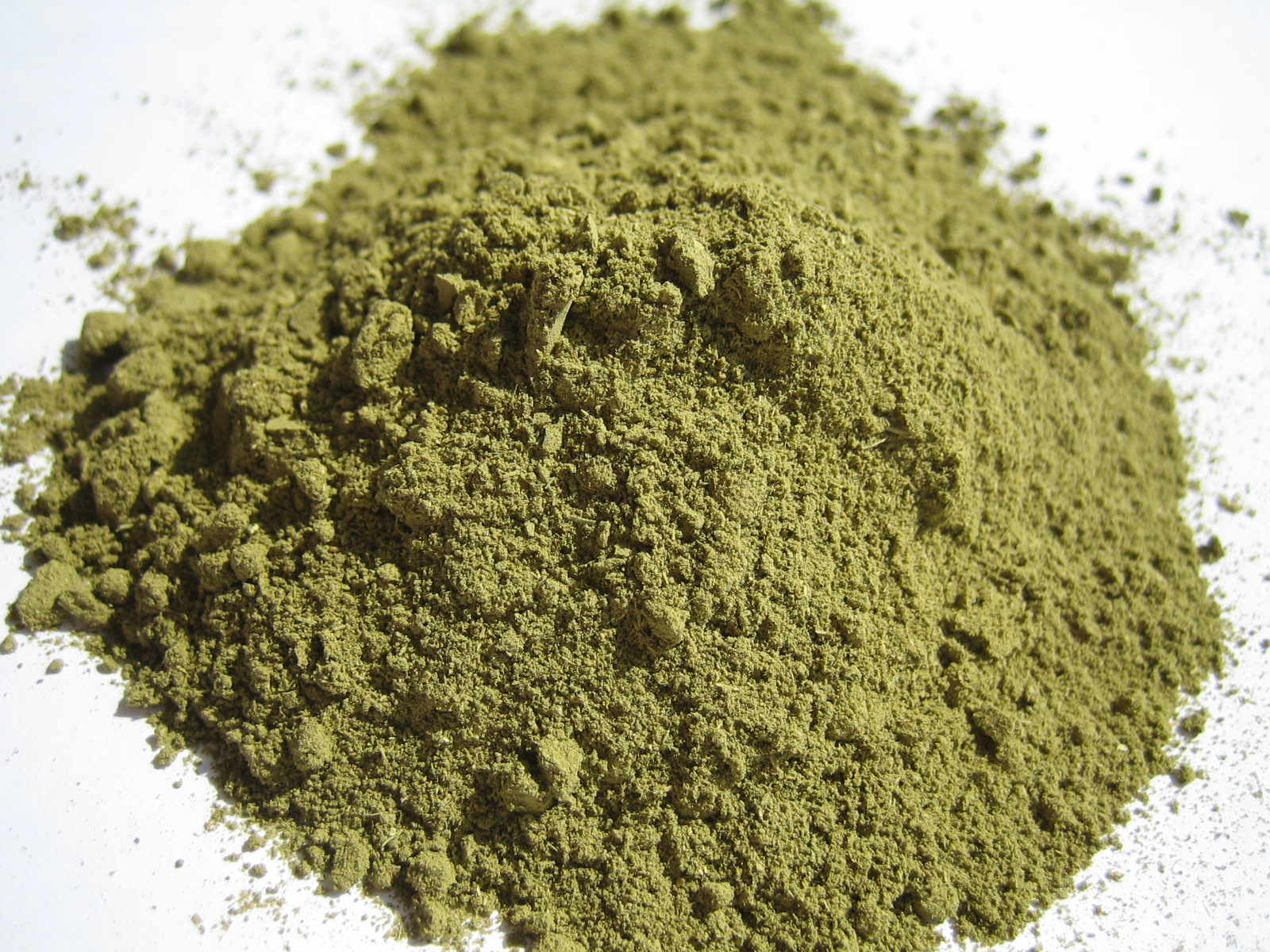
مسحوق الحناء الذي استخدمته البدوية في نجد لصبغ وتزيين شعرها وأطرافها
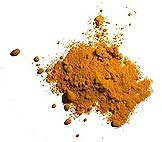
الورس أو الكركم